# Silurus chantrei
Silurus chantrei és una espècie de peix de la família dels silúrids i de l'ordre dels siluriformes.

## Distribució geogràfica
Es troba, probablement, a Síria o a la conca del riu Tigris.